# Anna Maria Guarnieri
Anna Maria Guarnieri (nascida em 20 de agosto de 1933, em Milão) é uma atriz italiana, notável por seu trabalho em teatro e cinema e como uma dubladora, especialmente durante a década de 1960.

## Filmografía
- Giovani mariti, direção de Mauro Bolognini (1958)
- Una vergine per il principe, direção de Pasquale Festa Campanile (1965)
- Come l'amore, direção de Enzo Muzii (1968)